# Anderson (Missouri)
Anderson é uma cidade localizada no estado americano de Missouri, no Condado de McDonald.

## Demografia
Segundo o censo americano de 2000, a sua população era de 1856 habitantes. 
Em 2006, foi estimada uma população de 1919, um aumento de 63 (3.4%).

## Geografia
De acordo com o United States Census Bureau tem uma área de 
5,0 km², dos quais 5,0 km² cobertos por terra e 0,0 km² cobertos por água. Anderson localiza-se a aproximadamente 381 m acima do nível do mar.

## Localidades na vizinhança
O diagrama seguinte representa as localidades num raio de 20 km ao redor de Anderson. 